# Hexatoma (Eriocera) greenii
Hexatoma (Eriocera) greenii is een tweevleugelige uit de familie steltmuggen (Limoniidae). De soort komt voor in het Oriëntaals gebied.